# Heinrich Peters (Bankier)
Heinrich Peters (* 24. Oktober 1879 in Springe; † 12. August 1963 ebenda) war ein deutscher Bankkaufmann, Bankier, Unternehmer und Mäzen.

## Leben
Heinrich Peters wurde in der Gründerzeit des Deutschen Kaiserreichs im Jahr 1879 als Sohn des Springer Bürgermeisters Georg Peters geboren. Nach seinem Schulbesuch absolvierte er eine Banklehre in Hildesheim. Anschließend wurde er in Weimar tätig, wo er die Thüringer Treuhandgesellschaft mbH gründete.
Nach dem Ersten Weltkrieg gründete Peters 1918 eine Stiftung in seiner Heimatstadt Springe.
In der Nachkriegszeit transferierte Peters Wertpapiere von Weimar, seinerzeit in der DDR gelegen, nach West-Berlin. Hierfür wurde er 1952 vom Landgericht Erfurt zu einer Freiheitsstrafe verurteilt.
1956 verließ Peters die DDR und kehrte nach Springe zurück. Dort veranlasste er mit seinem Testament die Gründung einer neuen Stiftung, die nach seinem Tode im Jahr 1967 als Heinrich-Peters-Stiftung wirksam wurde.